# Космос-2384
Космос-2384 је један од преко 2400 совјетских вјештачких сателита лансираних у оквиру програма Космос.
Космос-2384 је лансиран са космодрома Плесецк, Русија, 28. децембра 2001. Ракета-носач Циклон-3 је поставила сателит у орбиту око планете Земље. 